# Fever (versión de Madonna)
«Fever» es una canción compuesta por el dúo Eddie Cooley y John Davenport y grabada originalmente por Little Willie John en 1956. Desde entonces, ha sido versionada en múltiples ocasiones por diferentes artistas, entre los que destaca Peggy Lee, cuya interpretación de 1958 se convirtió en un clásico de su repertorio. En octubre de 1991, la cantante estadounidense Madonna empezó a trabajar en Erotica, su quinto álbum de estudio, junto con el productor Shep Pettibone. La idea de grabar una versión de «Fever» surgió de manera imprevista en agosto de 1992, cuando ambos estaban trabajando en un tema llamado «Goodbye to Innocence» durante la etapa de mezcla de la producción. Debido a que Madonna no se sentía conforme con la canción, Pettibone añadió una nueva línea de bajo y se dispusieron a intentar terminarla; no obstante, en el momento en que se colocó los auriculares para grabar la voz sobre la pista musical, en lugar de cantar la letra de «Goodbye to Innocence», empezó a improvisar y entonó algunos fragmentos de «Fever». Al principio, la cantante había tomado la improvisación como una broma, pero finalmente decidieron grabar la versión completa después de que Pettibone y su asistente Anthony Shimkin quedaran complacidos con el sonido. De esta manera, «Fever» fue la última canción que se grabó para Erotica.
La versión de Madonna pertenece a los géneros house, techno y disco y la producción se destaca por incorporar percusiones y ritmos big beat y post-disco, así como voces susurradas en un estilo de pseudorap. La letra trata sobre el deseo y el «candor sexual» y Madonna recita versos adicionales sobre Pocahontas que habían sido compuestos por Lee cuando grabó su versión. Las compañías Sire, Maverick y Warner Bros. Records publicaron «Fever» en marzo de 1993 como el cuarto sencillo de Erotica. En los Estados Unidos, fue promocionado en las principales discotecas en un vinilo de 12", pero no tuvo un lanzamiento físico; en su lugar, figuró en el lado B de su predecesor, «Bad Girl». En el resto de los mercados, salió a la venta de manera comercial en casete, CD y vinilo de 7" y el lanzamiento estuvo acompañado de varias remezclas a cargo de Pettibone, el dúo de Miami Murk Boys —integrado por Oscar Gaetan y Ralph Falcon— y el DJ Daniel Abraham, cuya versión es la que se utilizó para el videoclip.
Pocos meses después del lanzamiento del tema, la empresa Easy Street Records demandó a Madonna y Time-Warner Inc. por un valor de USD 2.2 millones por haber utilizado en «Fever» varios fragmentos sin autorización de una pista musical de 1985 llamada «You Don't Know», interpretada por la banda Serious Intention. Sin embargo, una portavoz de la artista respondió que no habían obtenido información al respecto. En términos generales, la canción obtuvo reseñas variadas de los críticos y periodistas musicales: aunque la calificaron como una de las más destacadas de Erotica y elogiaron el sonido house, otros no quedaron conformes con la producción y la compararon de manera negativa con la versión de Lee. Sumado a ello, la interpretación vocal de Madonna atrajo comentarios dispares. Desde el punto de vista comercial, alcanzó el primer lugar en Finlandia y en las listas estadounidenses Dance Club Songs y Dance Singles Sales de Billboard y Top 30 Dance Singles de Cash Box. En el Reino Unido, tras ingresar en la sexta posición del UK Singles Chart, la cantante extendió su récord como la artista con más éxitos top diez de manera consecutiva en la historia del conteo.
Bajo la dirección del fotógrafo francés Stéphane Sednaoui, el videoclip de «Fever» se rodó en Miami en abril de 1993 y se destacó por haber sido el primero de Madonna en utilizar la técnica del croma. El concepto del director era aplicarle a la cantante pintura corporal plateada, de modo que diera una sensación «incandescente», como si su cuerpo se prendiese fuego. Además, la intérprete utiliza distintas prendas tomadas de la pasarela de moda con el objetivo de lograr efectos de fantasía; en este sentido, se deja ver con una gran variedad de trajes y atuendos de «diosas» confeccionados por los diseñadores Jean-Paul Gaultier, Vivienne Westwood, Patricia Field y Michael Schmidt. Estrenado en mayo de 1993, no sigue una narrativa lineal, sino que muestra a Madonna y a un modelo semidesnudo bailando de manera enérgica y a gran velocidad. Análisis de académicos citaron conexiones herméticas y alquímicas en el vídeo, así como analogías con las obras del pintor austríaco Gustav Klimt y referencias a la cultura panasiática. Madonna interpretó la canción en los programas Saturday Night Live y The Arsenio Hall Show y en el Girlie Show World Tour de 1993, cuya presentación se caracterizó por su naturaleza sexual. Treinta años después, cantó un fragmento del estribillo en la gira The Celebration Tour (2023-2024).

## Antecedentes
«Fever» es una canción compuesta por el dúo Eddie Cooley y John Davenport y grabada originalmente por el cantante Little Willie John en 1956 en un estilo de rhythm and blues. Desde entonces, ha sido versionada en múltiples ocasiones por diferentes artistas, entre los que se mencionan Elvis Presley, Jerry Butler, Peggy Lee, Rita Coolidge, Joe Cocker, Chaka Khan, The Cramps, Annabella y Tom Verlaine, entre otros. De todos ellos, la interpretación de Peggy Lee pasó a ser un «clásico» dentro de su repertorio. En palabras de Ian Gittins del Financial Times: «La versión de John vendió un millón de copias, pero fue la cantante de jazz Peggy Lee, en 1958, quien reinventó radicalmente "Fever" y la convirtió en un deseo febril y brillante. Al llevar la canción a un estudio de Hollywood, la transformó en un exquisito ejercicio de anhelo insaciable».
En la segunda mitad de 1991, mientras la cantante estadounidense Madonna se encontraba filmando la película A League of Their Own en Chicago, el productor y DJ Shep Pettibone —con quien trabajó en su anterior sencillo «Vogue» y en el álbum de grandes éxitos The Immaculate Collection (1990)— le envió una cinta con una serie de maquetas para que las escuchara y, si le gustaba, que le añadiera letras y melodías adicionales. A Madonna le gustaron todas las pistas de la cinta, por lo que decidió colaborar nuevamente con él para su siguiente proyecto discográfico, Erotica. En octubre, ambos se reunieron junto con Anthony Shimkin, asistente de Pettibone, en el departamento del productor en Nueva York, donde tenía su propio estudio casero; para marzo del siguiente año, habían grabado un total de quince maquetas para incluirlas en el disco.
En un principio, no había planes de grabar una versión de «Fever». El origen se remonta a agosto de 1992, cuando Madonna, su entonces pareja y guardaespaldas Jimmy Albright, su publicista Liz Rosenberg, el cofundador y presidente de la compañía Sire Records Seymour Stein y el ejecutivo de Epic Records Eliot Hubbard asistieron a uno de los espectáculos de Peggy Lee en el recinto Hilton 53 de Nueva York. La actuación había causado una «fuerte impresión» en la cantante, especialmente la presentación de «Fever»; finalizado el concierto, conoció en persona a Lee en una sala de reunión vacía que utilizaba como espacio de acogida para los invitados. Si bien no se relacionaba «en absoluto» con el trabajo artístico de Madonna, a tal punto de quedar «horrorizada» con algunos videoclips que había visto de la cantante, Lee recordó que parecía «bastante tímida» cuando le mencionó que era gran admiradora suya y se sorprendió de lo «bien educada» que había sido; al día siguiente, recibió de parte de Madonna un ramo de «hermosas rosas de mayo». A finales de ese mismo mes de agosto, ambas cantantes tuvieron un reencuentro durante una fiesta en honor a K. D. Lang en Nueva York.

## Desarrollo y grabación
| [La canción] simplemente no funcionaba. Traté de arreglarla al crear una nueva línea de bajo y añadir algunos acordes nuevos. Cuando Madonna se puso los auriculares para grabar las voces, en lugar de cantar la letra original, comenzó a juguetear con la letra de «Fever». Surgió de repente; fue la última canción que grabamos. —El productor Shep Pettibone en una entrevista con la revista Billboard. |

La idea de «Fever» surgió como un «afortunado accidente», cuando Madonna y Pettibone estaban improvisando en el estudio mientras grababan uno de los temas llamado «Goodbye to Innocence». Dicha canción, una melodía house de tempo rápido sobre «el precio de vivir en el centro de una tormenta mediática polémica», había sido compuesta en 1991 y grabada por primera vez el 11 de junio de 1992 en los estudios Soundworks de Nueva York. Sin embargo, de acuerdo con Pettibone, no estaba funcionando y «había algo en la canción que no atrapaba a Madonna», por lo que intentó solucionar el problema en su estudio y trabajó «durante toda la noche» al añadir una nueva línea de bajo que, según el productor, «parecía funcionar». El 15 de agosto de ese año, cuando ambos habían completado casi todas las demás canciones que figurarían en Erotica y estaban en la etapa de mezcla de la producción, acudieron a Soundworks y se dispusieron a intentar grabar el tema una vez más. En el momento en que se colocó los auriculares para grabar la voz sobre la pista musical, en lugar de cantar la letra de «Innocence», empezó a improvisar y entonó algunos fragmentos de «Fever».

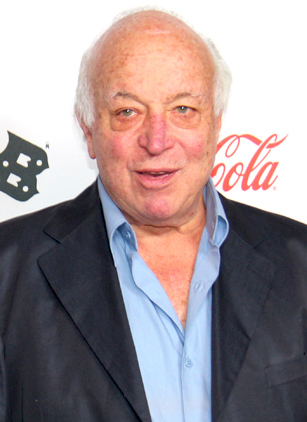
En la imagen, Seymour Stein, cofundador y presidente de la discográfica Sire Records, quien entregó a Madonna y Pettibone la partitura de la versión original de «Fever», así como la de Peggy Lee

Al principio, había tomado la improvisación como una broma, pero a Pettibone y Shimkin les pareció «genial» y sintieron que había sonado «tan bien» que decidieron «llevarlo un paso más allá» y producir una versión de la canción. Dado que ninguno conocía la letra completa, y la idea era grabarla ese mismo día, la cantante se contactó con Seymour Stein y, en menos de una hora, tenían en sus manos la partitura de la versión original y la de Lee. En opinión de Stein: «Le expliqué [a Madonna] que Peggy Lee era una gran compositora en una época en la que —olvidémonos de las mujeres— los intérpretes masculinos no componían canciones»; Madonna recordó haber quedado «intrigada» ante las palabras de Stein. En la versión original de la grabación, la línea de bajo se contraponía a una melodía «oscura y subyacente». La producción corrió a cargo de Madonna y Pettibone; este último y Shimkin también contribuyeron en los teclados y fueron los responsables de la secuenciación y la programación. Joe Moskowitz participó como tecladista adicional y Robin Hancock realizó la ingeniería de audio con la asistencia de Mark Goodman. «Fever» fue el último tema que se grabó para Erotica y la mezcla terminó a tiempo para el cumpleaños de Madonna, que se celebraba esa misma noche. George Karras fue quien hizo la mezcla de la canción, así como de varias otras del disco, y Ted Jensen realizó la masterización en los estudios Sterling Sound de Nueva York.
Ante el rumor de que Madonna y Lee grabarían una canción juntas, los medios de comunicación anunciaron en septiembre de 1992 la noticia de que, en realidad, la primera incluiría una versión de «Fever» en Erotica; cuando el álbum salió a la venta a finales de octubre de ese año, figuró como la segunda canción. Madonna afirmó que la grabación había significado un proceso divertido, mientras que, para Pettibone, resultó ser «espontánea» y «genial». En un comentario similar, Shimkin concordó y señaló que la versión fue «algo que evolucionó con el proyecto». «Goodbye to Innocence» terminó descartado junto con otros temas que habían sido compuestos durante las sesiones como «Shame» y «You Are the One»; en diálogo con el sitio Madonna Tribe, Shimkin comentó que había quedado «un poco decepcionado» con el hecho de que no haya sido incluido en el disco. Tiempo después, concretamente en agosto de 1993, algunos fragmentos de la canción aparecieron en una remezcla dub de doce minutos de duración titulada «Up Down Suite» —producida por Madonna y Pettibone— que figuró como lado B en el vinilo de 12" de «Rain», el siguiente sencillo de Erotica. El 19 de julio del año siguiente, «Goodbye to Innocence» formó parte de Just Say Roe, un «polémico» recopilatorio publicado por Sire Records para concienciar sobre los derechos reproductivos de la mujer y el aborto. El tema había sido un posible candidato para transmitirse en las emisoras de radio según Howie Klein,, director general de Sire, pero finalmente la discográfica decidió no publicar sencillos comerciales del disco.

## Composición
A diferencia de la interpretación jazz del clásico de Lee, la versión de Madonna, descrita como más «sofisticada» y «acelerada», pertenece a los géneros house, techno y disco, aunque también ha sido referida como una canción de estilo house pop. Chris Gerard del Metro Weekly opinó que temas como «Fever» eran una «astuta mezcla de dance/hip hop de principios de los años 1990 con sabor disco retro». Según la autora Nicole Claro, es una melodía dance «humeante» y «vibrante», y, para Stephen Holden de The New York Times, posee un «suave arreglo de hip hop», opinión que compartió la revista Gay Times. En palabras de Joe Lynch de Billboard, Madonna «une la fresca música club con una canción antorcha de antaño». La intérprete emplea el uso de la palabra hablada, así como de técnicas de producción típicas del hip hop, lo que otorga a la canción un «aura creativa».
La producción se destaca por incorporar percusiones y ritmos big beat y post-disco, así como voces susurradas en un estilo de pseudorap, que rememora los días de Madonna de «reina del dance», según Tom Ford del Toledo Blade. En opinión de Sal Cinquemani de Slant Magazine, la canción incluye «toques precisos de viento, acordes de cuerdas elegantes y ritmos vibrantes». La nueva versión «ata» la melodía de la original a un ritmo dance de batería acompañado de «rellenos» de caja y un sonido de beatbox similar al de una batería acústica. Además, se aprecian en varias partes del tema cuerdas, marimbas y chasquidos de dedos, aunque la voz de la artista se oye «incorpórea» y separada del resto de la música. Se reemplaza la progresión armónica y los licks del bajo de la versión original por sintetizadores y ritmos house a cargo de Pettibone.
La letra, que trata sobre el deseo y el «candor sexual», incluye los versos You give me fever when you kiss me / Fever when you hold me tight / Fever in the morning / Fever all through the night («Me das fiebre cuando me besas, fiebre cuando me abrazas fuerte, fiebre por la mañana, fiebre toda la noche»). Asimismo, Madonna recita versos adicionales sobre Pocahontas, mismos que habían sido compuestos por Lee cuando grabó su versión. De acuerdo con Cat Woods de Shondaland, la canción emanaba «vulnerabilidad, deseo, lujuria y un desvergonzado apetito de atención, sexo y amor». Tarik de Souza de Jornal do Brasil mencionó que la letra, a la que describió como «inocente», «quema etapas de los años dorados del macartismo».

## Publicación
«Fever» marcó la primera canción versionada de Madonna que fue publicada como sencillo «a nivel mundial». Salió a la venta en marzo de 1993 a través de las compañías Sire, Maverick y Warner Bros. Records como el cuarto sencillo del álbum, tras «Erotica» en octubre de 1992, «Deeper and Deeper» en diciembre de ese año y «Bad Girl» en febrero de 1993. La primera fecha de publicación ocurrió el 22 de marzo, cuando salió al mercado en el Reino Unido en vinilos de 12", casete y CD; la portada fue tomada por el fotógrafo Siung Fat Tjia. Tres días después, estuvo disponible en los Estados Unidos únicamente de manera promocional en un vinilo de 12". En este sentido, fue promocionado en las discotecas del país, pero no hubo ediciones físicas; en su lugar, figuró como lado B en los vinilos de 7", casetes y CD de su predecesor, «Bad Girl».
En Australia y el resto de Europa, «Fever» sí tuvo un lanzamiento en formato físico y salió al mercado en un casete y en un vinilo de 7": en el lado A, contenía una versión editada de casi cuatro minutos y medio de duración y, en la cara B, una remezcla titulada Radio Edit de poco más de cinco minutos. En el Reino Unido, también estuvo disponible un disco ilustrado de 7" de edición limitada que venía acompañado de un encarte de papel numerado. A finales de 1996, apareció en CD Single Collection, una caja recopilatoria —también de edición limitada— publicada por Warner Music Japan y que contenía todos sus sencillos en formato CD, desde «Burning Up» (1983) hasta «One More Chance» (1996). En 2022, la versión Radio Edit se incluyó en el recopilatorio de Madonna Finally Enough Love: 50 Number Ones. «Fever» permanece como una de las pocas versiones que la artista ha grabado y publicado.

### Demanda
A finales de agosto de 1993, la empresa estadounidense Easy Street Records, con sede en Manhattan, presentó ante el Tribunal Federal de dicho estado una demanda de USD 2.2 millones en contra de Madonna, Time-Warner Inc. y varias otras discográficas; según la compañía, la cantante había utilizado tanto en «Deeper and Deeper» como en «Fever» «partes sustanciales y significativas» de una pista musical de 1985 llamada «You Don't Know», interpretada por la banda Serious Intention. Si bien este acto suele considerarse un sample dentro de la industria musical, Michael Gusick —presidente de Easy Street— alegó que la artista infringió los derechos de autor y afirmó que su compañía había sido perjudicada debido a su tamaño.
Gusick aseguró que no había logrado avanzar «a ningún lado» con las discográficas de Madonna cuando intentó ponerse en contacto con ella para reclamar; en la misma declaración, profundizó: «Tal vez nos consideraron peces pequeños y pensaron que simplemente desapareceríamos. Deberían haber acudido a nosotros para obtener autorización. Podríamos haber llegado a un acuerdo. No estábamos siendo irrazonables». Ante la acusación, una portavoz de la artista solo respondió que no tenían información al respecto, pero planeaban «investigar el asunto».

## Remezclas
El lanzamiento de «Fever» estuvo acompañado de remezclas a cargo de Pettibone y el dúo de Miami Murk Boys, compuesto por Oscar Gaetan y Ralph Falcon, que se estrenaron en marzo de 1993 en un evento organizado por Debra Pelton, promotora de discotecas de Warner Bros., en el club Stephen's Talkhouse de Miami Beach durante la Conferencia de Música de Invierno (WMC, por sus siglas en inglés). Algunas de ellas fueron incluidas primero en el maxisencillo estadounidense de «Bad Girl», a excepción de dos, la mezcla dub «Shep's Remedy Dub» y «Murk Boys Miami Mix», que aparecieron cuando Sire, Maverick y Warner Bros. publicaron «Fever» en Europa el 16 de mayo de 1993 en un maxi CD de seis pistas y en un vinilo de 12". Las nuevas versiones de Pettibone contaron con la participación de Shimkin en la edición, Jim «Bonsai» Caruso en la ingeniería y Peter Schwartz en la programación adicional. Añadió percusiones típicas de la música disco y efectos de sintetizador que, según Larry Flick de Billboard, «encajarán principalmente con los DJ populares». Los integrantes de Murk Boys crearon una selección «oscura y húmeda» de ritmos house que se ajustaron a la «intensidad sexual» de la voz de Madonna; en esta ocasión, el dúo contó con la colaboración de Carlos Santos como ingeniero. Una de ellas, titulada «Murk Boys Miami Mix», ofrece una línea de bajo diferente a la que se escucha en Erotica, pero mantiene su ritmo de deep house. Otra, de nombre «Back to the Dub 1», incluyó fragmentos vocales de «Goodbye to Innocence» y «matices hipnóticos de estilo trance», mientras que «Deep South» fue descrita como un «viaje sensual y envolvente».
El DJ Daniel Abraham también realizó una remezcla del tema en los estudios East Hill de Nueva York con la asistencia de Jeff Archuleta; para ello, utilizó una consola SSL Serie G de 64 entradas. En este caso, figuró en el vinilo de 12" promocional en los Estados Unidos y, en Alemania, fue el lado B de «Rain», el siguiente sencillo de Erotica; además, según su página oficial, es la misma versión que se utilizó para el videoclip de «Fever». En octubre de 1993, con motivo de la visita de Madonna a Japón como parte de su gira The Girlie Show, WEA Japan puso a la venta un EP en el que se incluyeron cuatro remezclas de «Fever» —«Extended 12"», «Shep's Remedy Dub», «Murk Boys Miami Mix» y «Oscar G's Dope Dub»— junto con otras canciones de Erotica como «Bad Girl», «Rain», «Waiting» y la inédita «Up Down Suite». Originalmente, se tenía previsto publicar un total de trece mezclas de la canción en 2021 como un álbum digital a través de Rhino Records, pero el proyecto se pospuso y no se materializó. Tiempo después, precisamente en octubre de 2022, el maxisencillo de «Bad Girl» estuvo disponible en todas las plataformas digitales e incluyó un total de diez remezclas de «Fever».
Flick afirmó que las producciones de Murk Boys eran «el verdadero atractivo de este sencillo, demasiado geniales para ser descritos con palabras comunes». De manera similar, Tim Jeffery de Music Week mencionó que, si bien Pettibone proporcionó «algunas mezclas comerciales comunes», la «verdadera atención debería centrarse en las de Murk en el lado B, que transforman la pista en un ritmo fresco y profundo». Además, Jeffery destacó la «excelente» versión «Dope Mix» de Oscar Gaetan. De la misma revista, James Hamilton resaltó el trabajo de los «talentosos» Murk Boys y los sonidos «vibrantes» de Pettibone, en especial el ritmo «contundente» de «Hot Sweat 12" Mix», el ritmo «intenso» de la mezcla «Extended 12"» y la versión «Nightclub» que le pareció «apta para la pista de baile». Marc Andrews, autor de Madonna Song by Song (2022), escribió que Pettibone y Murk Boys «añaden algunos sabores de música club y dub que chisporrotean». José F. Promis de AllMusic calificó la remezcla de Abraham como «excelente» y «posiblemente la mejor» de todas, aunque le pareció una «gran decepción» que no haya sido añadida ni en el maxisencillo de «Bad Girl» —que fue el único formato donde estuvo disponible comercialmente en los Estados Unidos— ni en el CD europeo de «Fever». En cuanto al resto, señaló que eran versiones de deep house «buenas, intensas, simplificadas y esenciales», pero reiteró que agregar la remezcla que se usó en el videoclip «habría sido genial». Por su parte, Mike Wass de Variety señaló que la versión Radio Edit, que es la que se incluyó en el recopilatorio Finally Enough Love: 50 Number Ones, «no se presta precisamente para la pista de baile» a diferencia de la original en el álbum Erotica, a la que calificó de «genial».

## Recepción comercial

### Europa

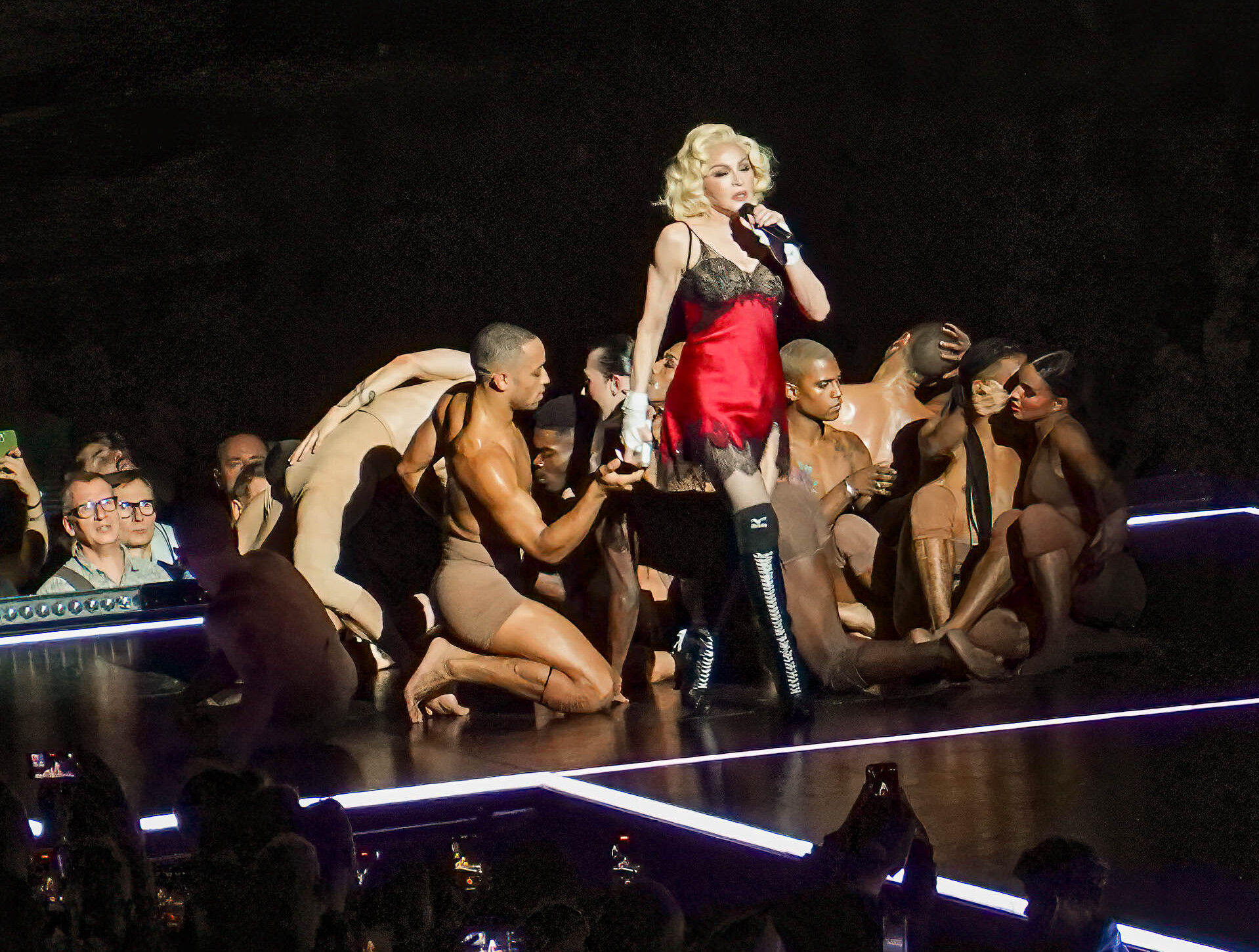
Con «Fever», Madonna extendió su historial como la artista con más éxitos top diez consecutivos en el UK Singles Chart del Reino Unido, con un total de veintinueve, un récord «nunca igualado». En la imagen, la cantante interpretando un fragmento del sencillo en la gira The Celebration Tour (2023-2024)

En el Reino Unido, «Fever» fue el mayor debut de la semana al ingresar al sexto lugar en el conteo de ventas UK Singles Chart el 3 de abril de 1993, exactamente un mes después del debut de su predecesor, «Bad Girl», que había sido el segundo sencillo de Madonna menos exitoso en ese momento. Con ello, fue la cuarta vez que una versión de la canción entraba a la lista británica, luego de la interpretación de Peggy Lee, que alcanzó la quinta posición en 1958, así como la de Helen Shapiro en 1964 y The McCoys en 1965. Según la revista Hit Music!, el vinilo de 7" y el CD representaron el 40 % y el 33 %, respectivamente, de las ventas totales durante los primeros siete días de lanzamiento; el resto fue para el vinilo de 12" (16 %) y el casete (11 %). «Fever» supuso la 31.ª entrada de la cantante y se convirtió en el cuarto tema de Erotica en ubicarse entre las diez primeras posiciones. Aunado a ello, extendió su historial como la artista con más éxitos top diez consecutivos, con un total de veintinueve, un récord «nunca igualado» de acuerdo con el columnista James Masterton de Chart Watch.
Aun así, Masterton señaló que también había sido su tercer sencillo consecutivo que no logró situarse entre las cinco primeras posiciones; si bien aclaró que incluso tres éxitos seguidos entre los diez primeros habría significado un «logro» para cualquier otro artista, en el caso de Madonna, «que ha reescrito los libros de récords tantas veces, "solo" un top diez es una decepción para ella». La última vez que consiguió un sencillo en el primer puesto allí había sido con «Vogue» en abril de 1990, por lo que ese intervalo de tres años representó el período más largo de Madonna sin un número uno. En total, permaneció seis semanas en el UK Singles Chart y, para agosto de 2008, había vendido 86 077 copias según datos oficiales de Music Week, por lo que pasó a ser el 54.º sencillo más exitoso de la cantante en el país. Además, fue la segunda canción más reproducida en las radios del país —por debajo de «When I'm Good and Ready» de Sybil— durante la edición del 17 de abril, y ocupó el decimocuarto puesto en el conteo de música dance. En el ranquin Media Research Information Bureau (MRIB), también del Reino Unido, alcanzó la quinta posición.
En Finlandia, «Fever» fue el segundo sencillo de Erotica —después de la canción homónima— en alcanzar el primer lugar de la lista oficial, así como el noveno número uno de Madonna y el decimoctavo top cinco de su carrera. En Irlanda, la cantante obtuvo su trigésimo primer top diez luego de que el tema alcanzara la sexta posición en el ranquin de la Irish Recorded Music Association (IRMA) el 25 de marzo de 1993. En el resto de los mercados europeos, el recibimiento comercial fue más moderado. Alcanzó la duodécima posición en Italia, la vigesimosegunda en el conteo Dutch Top 40 Tipparade de los Países Bajos, la vigesimotercera en Islandia, la vigesimoquinta en el Ducth Single Tip, la trigésimo primera en Francia y la trigésimo octava en Bélgica. En el Eurochart Hot 100 Singles de la revista Music & Media, debutó en el trigésimo sexto puesto y, en la edición siguiente del 17 de abril de 1993, subió hasta el vigesimosexto, la misma posición que consiguió su predecesor, «Bad Girl», por lo que fue el séptimo sencillo de Madonna que no logró estar entre los diez primeros. A su vez, representó la 31.ª entrada de la artista a dicha lista en ese momento y estuvo presente siete semanas en total, la menor cantidad para uno de sus temas desde «Lucky Star» (1984). Por último, en el European Hit Radio Top 40, obtuvo transmisión en 41 estaciones de radio del continente, suficiente para que ingresara al cuadragésimo lugar el 1 de mayo de 1993, aunque solo estuvo presente esa semana.

### Otros mercados
En los Estados Unidos, la versión de «Fever»/«Bad Girl» debutó en el undécimo puesto del conteo Dance Singles Sales de Billboard en la edición del 3 de abril de 1993. El 24 de ese mismo mes, subió a lo más alto y permaneció nueve semanas en total; para fin de año, había ocupado el número 46. Fue su quinto número uno consecutivo desde enero de 1991, después de «Justify My Love» (1990), «Rescue Me» (1991), «Erotica» y «Deeper and Deeper» (1992). En la misma semana del 3 de abril, el sencillo promocional de 12" de «Fever» había ingresado a la 36.ª posición de la lista Dance Club Songs. Más de un mes después, concretamente el 15 de mayo, alcanzó la cima y se convirtió en el tercer sencillo del disco —después de «Erotica» y «Deeper and Deeper»— en llegar a la primera posición, así como en el decimoquinto número uno de Madonna allí; en la lista anual de 1993, se ubicó en el puesto 44. También llegó al primer lugar en el ranquin de música dance de Cash Box en la semana del 1 de mayo.
En Australia, debutó en el número 63 de la lista oficial el 30 de mayo de 1993 y alcanzó el 51 poco tiempo después, de manera que se convirtió en el tercer sencillo de Madonna que no logró ubicarse en el top 50 y en el segundo de su carrera en obtener la misma posición; Gavin Scott de Chart Beats atribuyó la baja recepción a que «algunas versiones de la canción se incluyeron como pistas adicionales» en el lanzamiento anterior, «Bad Girl». El recibimiento fue más favorable en Nueva Zelanda, donde debutó en el vigesimoctavo lugar el 6 de junio y el 27 de ese mes ascendió hasta el decimoséptimo; permaneció seis semanas en total.

## Recepción crítica

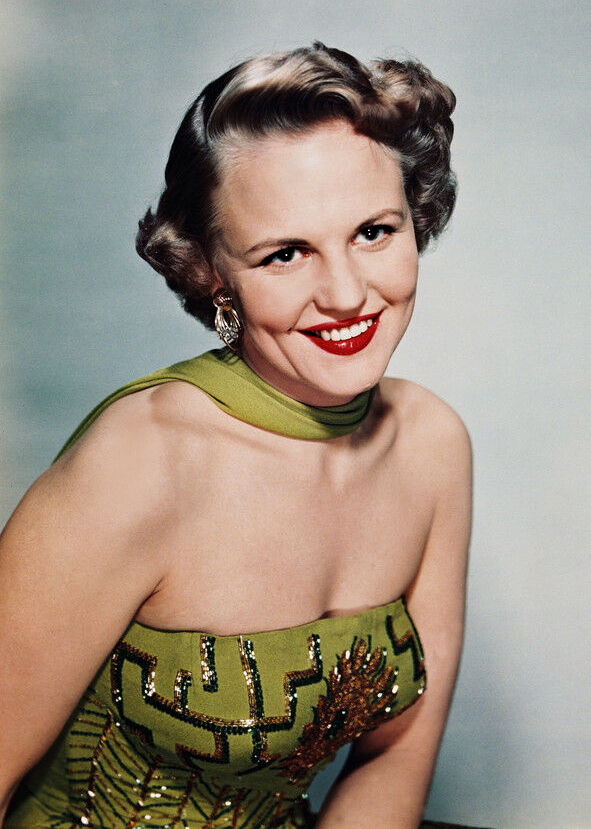
La propia Peggy Lee elogió la versión de Madonna al llamarla «maravillosa»

En términos generales, «Fever» obtuvo reseñas variadas de críticos y periodistas musicales. Entre las opiniones más favorables, periódicos y revistas como Billboard, CRHoy, Metro Weekly y The Indian Express la consideraron una de las mejores canciones de Erotica; de hecho, un periodista de este último periódico, que había dado una reseña negativa al álbum, declaró que era la única pista destacada de todo el conjunto. La propia Peggy Lee resaltó la interpretación de Madonna y dijo: «He escuchado la canción. Es maravillosa. La suya es música disco, la mía no». Paul Verna de Billboard indicó que era uno de los «potenciales sencillos exitosos» —junto con «Deeper and Deeper» y «Rain»— y debía ser uno de los «siguientes lanzamientos lógicos» del disco. Silvina Marino del diario argentino La Nación lo ubicó entre los «buenos temas» del disco; Samuel R. Murrian de Parade lo calificó como «otro tema estelar» de Erotica; y Carlos del Amo del periódico español ABC declaró que canciones como «Fever» «se hacían imprescindibles en su repertorio». En su evaluación para la revista Spin, Jonathan Bernstein dijo que «Deeper and Deeper», «Fever» y «Thief of Hearts» «logran ser a la vez vibrantes y emocionales». Brendan Lemon de la revista Out la consideró «espectacular», en tanto que Deborah Wilker del Sun Sentinel aseguró que la canción «funciona maravillosamente». Gianni Santoro del diario italiano La Repubblica manifestó que la interpretación de Madonna «hace que te arrepientas» de la de Elvis Presley», y Oliver Hollander de The Young Folks, que la calificó como «inesperada», sintió que era la mejor versión desde Presley. Annie Zaleski de The A.V. Club observó que el disco exploraba «con más agudeza» temas como el «éxtasis físico de dejarse llevar en una pista de baile» y citó como ejemplo a «Fever», a la que describió como «sensual». En opinión de Alfred Soto de Stylus Magazine, el tema emitía «su propia energía idiosincrásica» en un modo similar al álbum Blue (1971) de Joni Mitchell. Giles Smith de The Independent lo nombró uno de los números «más elegantes» del álbum y añadió que «Madonna nos ofrece una versión de "Fever" (1956) mientras que la mayoría de las estrellas del pop cantan sobre sexo como si acabaran de inventarlo».
La producción obtuvo comentarios favorables de la crítica. El biógrafo Mark Bego destacó el nuevo ritmo «más sexi» y añadió que era una «gran canción para que Madonna versionara». Erika Palomino, del periódico brasileño Folha de S. Paulo, aprobó la colaboración de la cantante y Pettibone y catalogó a la canción —junto con «Deeper and Deeper»— como «intocable». Anthony Violanti de The Buffalo News elogió a Madonna por haberle dado «vida nueva» al clásico de Peggy Lee y resaltó el ritmo «funky y jazz sencillamente irresistible», aunado a que calificó su voz como «suave, sensual y atractiva». En su reseña para la revista en línea Renowned for Sound, Andrew Le recalcó que su «suave ronroneo», que era poco habitual en ella, resultaba «seductor». J. D. Considine de The Baltmore Sun la llamó «atrevida» y señaló que, cuando Madonna y sus coproductores «van más allá de lo esperado» como en «Fever», el «álbum se acalora de verdad». Stephen Holden de The New York Times expresó que se encontraba entre los «momentos más suaves» del material. Scott Sterling de The Michigan Daily la describió como una versión camp «irresistible» y «pegadiza» que «debería arder las pistas de baile tanto como las listas de sencillos». Igualmente, Chuck Arnold de Billboard, escribió que Madonna «subió el tempo —y la temperatura— de este clásico de Peggy Lee y lo transformó radicalmente en un tema house capaz de incendiar la pista de baile». En la misma línea, el equipo de redacción de Albumism expresó que tanto «Fever» como «Deeper and Deeper» eran las únicas pistas del disco «notablemente más elegantes y creativas para la pista de baile». El Salón de la Fama del Rock and Roll se refirió a «Fever» como una de las canciones de música house más «candentes» del disco. Paul Sexton del sitio uDiscover Music la incluyó entre las «menciones especiales» de las mejores versiones de «Fever», junto con las de Chaka Khan y Joe Cocker. El escritor Marc Andrews creyó que fue un «éxito mucho menor» de lo que debería haber sido, y a Matthew Rettenmund, en la Encyclopedia Madonnica (1995), le pareció un «misterio» el hecho de que la canción «enormemente popular» quedara relegada como el lado B de «Bad Girl» en los Estados Unidos. La crítica notó la ausencia de la canción en el grandes éxitos de Madonna GHV2, que salió a la venta en 2001, como es el caso de Charlotte Robinson de PopMatters y Chuck Campbell del Daily News; este último manifestó que en el recopilatorio «se echaban de menos» sencillos de Erotica como «Bad Girl» y «Fever» y que «estos movimientos inusualmente poco inteligentes perjudicarán las ventas».
| Su versión de la canción «Fever» de Peggy Lee agrava la sensación de que Madonna ha perdido ese toque vigoroso tan característico de su música. Su sonido suele reflejar la agilidad y la alegría de una bailarina en su elasticidad, pero aquí muestra fragilidad. Más que un ejercicio mental, su versión de «Fever» no tiene la poderosa sensación de control y obsesión que caracteriza a la original de 1956. —Comentario negativo de la periodista y biógrafa Lucy O'Brien. |

En opiniones dispares, Justin Chadwick de Albumism la calificó como «aceptable», y Alan Jones de Music Week prefirió las remezclas de Pettibone y del dúo de Falcon/Gaeten, dado que tenían «más fuerza y posibilidades en la pista de baile» que la versión original «bastante sosa» incluida en Erotica. Aun así, el autor lo destacó como lo «mejor de la semana» y le otorgó cuatro puntos de cinco. Pese a que Matthew Rettenmund lo describió como «igual de ardiente» que la interpretación de Peggy Lee con su «brillo susurrante», concluyó que no era «tan cercana y personal». Aun así, afirmó que Madonna merecía «crédito adicional por aportar una despreocupación especial a su interpretación vocal minimalista». Por el contrario, otros críticos no quedaron conformes con la producción y la compararon de manera negativa con la interpretación de Lee. Tal es el caso de Jeremy Kinser de The Advocate, quien la consideró «innecesaria», o Phil Sutcliffe de la revista Q, que manifestó que la producción se sentía forzada y «desnaturalizada» con los ritmos dance y que la versión «sella una sensación de alineación a nivel de la entrepierna». No tan distante, Eric Henderson de Slant Magazine cuestionó la producción house «deliberadamente monótona». Richard Harrington de The Washington Post, que la calificó como una de las «menos exitosas» de Erotica, declaró que la interpretación de Lee era «pícara, sensual y tan cálida como su título», pero la de Madonna parecía un «recitado frío y mecánico en el que se presta más atención al pulso de la música que al del corazón». Si bien resaltó que la artista intentara «experimentar» con el sonido de Erotica, Matthew Barton de The Quietus sintió que «Fever» había sido una «interpretación extraña y distante» del clásico de Lee. Según Paul Thom, en Making Sense: A Theory of Interpretation (2000), el arreglo musical estaba «saturado» en comparación con la versión «sugestivamente austera» de Lee, sumado a que esta última tenía un «erotismo musical» que no se veía en la de Madonna debido a que su ritmo de música disco avanzaba de forma «mecánica», en contraste con el sonido jazz de la original. Al escritor italiano Francesco Falconi le pareció «demasiado estirada y poco espontánea», y Rikky Rooksby notó que la música del disco era «poco sexi» debido a que, en pistas como «Fever», «la ética del dance, ascética a su manera, aplasta el erotismo de la canción al hacer que todo sea tan regular». Asimismo, añadió que era «bastante estéril y ciertamente fuera de lugar como la segunda pista» de Erotica.
La voz de Madonna también atrajo comentarios desfavorables de algunos periodistas y académicos. En el capítulo «The Sound of Erotica: Pain, Power, and Pop» del libro Madonnarama: Essays on Sex and Popular Culture (1993), el autor Simon Frith observó que, debido a que la cantante necesita tener el «control musical», canta en el álbum con un «sentido de precaución». En este sentido, señaló que el problema se evidenciaba más en «Fever», pues había una «falta de técnica» y «cualquier sensación de pasión queda aplastada por el nervioso cuidado que Madonna dedica a la articulación de las palabras». De manera similar, Peter Piatkowski de PopMatters no quedó complacido con su voz «inexpresiva» y «con desgana» y aseguró que había convertido la «ardiente melodía pop en una canción house apática». Mientras que la voz de Lee había sido descrita como «la textura de una almendra azucarada», Thom declaró que la textura vocal de Madonna se asemejaba más a la de un «anacardo envejecido». En una biografía de Peggy Lee, James Gavin sostuvo que, mientras la interpretación de Lee sonaba «fresca y sensual», «ningún grado de fiebre podía calentar a Madonna, cuya voz tenía la insensibilidad robótica de una noche drogada en una pista de baile». David Browne de Entertainment Weekly percibió que su voz sonaba «tan monótona» que no parecía disfrutar de la interpretación. Aunque aprobó su trabajo con Pettibone en la producción, agregó que podía escucharse un sonido «seco» que emitía su garganta, lo que le daba una sensación «fría, insensible y distante». Finalizó: «No tiene nada de erótico, a menos que a uno le parezca sexi la idea de una máscara mortuoria cantando». Análogamente, Ian Gittins del Financial Times percibió que había sido «cursi» y «espantosa» y su voz sonaba «tensa y poco convincente», por lo que prefirió las versiones «mucho mejores» de otros artistas como Eva Cassidy, Michael Bublé, Shirley Bassey y Bette Midler. Caracterizada como «exuberante, pero desinteresada», Daryl Easlea, uno de los autores de Madonna: Blond Ambition (2012), concluyó que «uno no puede evitar pensar en lo grande que podría haber sido Erotica» si «Fever», entre otros temas, hubiera sido excluido del material.

### Reconocimientos
Mark Elliott de la revista Dig! reconoció que «Fever» es un «sencillo excelente» de Erotica y que figura entre las mejores canciones de Madonna. De hecho, varios medios como Billboard, Boy Culture, Dallas Observer, Heraldo de Aragón, HuffPost, Logo, Slant Magazine, The Detroit News, The Guardian, Vanity Fair, VH1 y Vice la calificaron como una de las más destacadas de su carrera. En sus reseñas retrospectivas, algunas de dichas publicaciones elogiaron la voz de Madonna y la naturaleza «sensual» y «lasciva» de la versión, aunque otras notaron que su actuación fue «distante» e «indiferente», sumado a que no «tuvo mucho sentido», y llegaron a la conclusión de que había sido «innecesaria».
Por otro lado, «Fever» también ha sido elegida por la revista Gay Times como uno de los quince «himnos más gais» de la cantante. En un artículo por el trigésimo aniversario del lanzamiento del álbum, Eric Henderson de Slant Magazine afirmó que era la canción «más representativa de la transgresión que definió la carrera de Erotica, en retrospectiva, el álbum más importante de Madonna». Si bien la nombró «inflexible» y «despiadadamente seria» y sintió que carecía de la «entrega seductora» de la versión de Lee, añadió:

La versión de Madonna impulsa los 75 minutos del monumental Erotica hacia algo que se asemeja a la máxima potencia. Si la versión que hace la reina del pop de lo que alguna vez fue una de las melodías más sugerentes —desde el punto de vista auditivo de una generación anterior— suena penosamente literal, pues esa es la idea. «Fever» es tan ardiente metafóricamente como frío es su sonido. Es una canción de un álbum que se adentra en el nexo del hedonismo y el temor que definió la manera en la que toda una cultura entendía las consecuencias sexuales. La temperatura corporal de Erotica no se puede regular y no hay escapatoria.

## Vídeo musical

### Rodaje
El videoclip de «Fever» se rodó en Miami en abril de 1993 bajo la dirección del fotógrafo francés Stéphane Sednaoui, reconocido por su trabajo con otros artistas como Red Hot Chili Peppers («Give It Away»), U2 («Mysterious Ways»), The Black Crowes y Björk, entre otros. El personal incluyó a Line Postmyr de Propaganda Films en la producción, Darius Khondji en la cinematografía y Olivier Gajan en la edición. De acuerdo con Sednaoui, el concepto de Madonna era realizar algo «muy de discoteca»; dado que solía trabajar mucho para la revista The Face, tenía una imagen de ser un artista «muy de la cultura pop», por lo que el equipo de la intérprete consideró que el director era «perfecto» para crear algo que no fuese «la Madonna que conocemos, sino otro tipo de Madonna; más pop, más disco, más discotequera». Sednaoui ideó aplicarle a Madonna pintura corporal plateada, de modo que diera una sensación «incandescente», como si su cuerpo se prendiese fuego. Al director le gustó la imagen plateada de ella y creyó que dicho concepto fue lo que hizo que la intérprete mostrara interés «hasta el final, como diciendo, "de acuerdo, vamos a pintar"».
«Fever» fue el primer vídeo de Madonna en utilizar la técnica del croma. Tras dos días de rodaje en Miami, la cantante fue «sometida a un escrutinio de alucinaciones y una posproducción de alto contraste». Carol Clerk, una de las autoras de Madonna Style (2012), opinó que la característica «más impactante» era el «primer uso completo» por parte de la artista de la tecnología informática y cómo ello permitió que pudiese transformarse en una «criatura extraordinaria hecha de metal reluciente y fundido», una técnica «favorita» de Sednaoui, quien la había empleado anteriormente cuando pintó de manera similar a los integrantes de Red Hot Chili Peppers. El resultado de la posproducción se contempla en las tomas «llenas de zums mareantes» que «explotan de color», desde la peluca roja y el vestido dorado que usa la intérprete hasta que todo su cuerpo se pinta de plateado. Sobre su experiencia en trabajar con Madonna, Sednaoui comentó a la revista Rolling Stone: «Pasamos todo el día [filmando]. Ella podría decir: "Bien, sabes que me voy a las 7 y ya está". Pero no me presionó en absoluto; pensaba: "Dios mío, es tan joven y está lleno de energía". Así que fue muy, muy amable conmigo».

### Vestuario y maquillaje
Los diseñadores de moda Jean-Paul Gaultier, Vivienne Westwood, Patricia Field y Michael Schmidt confeccionaron los distintos atuendos que utilizó Madonna, mientras que Victoria Bartlett estuvo a cargo del estilismo. El vídeo utiliza prendas de la pasarela de moda con el objetivo de lograr efectos de fantasía; en este sentido, la intérprete se deja ver con una gran variedad de trajes y apariencias de «diosas», tales como tops rojos, pantalones ajustados y aterciopelados y un minivestido dorado ceñido al cuerpo. De acuerdo con Bartlett, el diseño iba a ser «etéreo»: «Todo comenzó con una caja llena de ropa enviada por Jean-Paul Gaultier. Madonna también quería una imagen de heroína al estilo de Juana de Arco». Gaultier elaboró un sujetador enjoyado de «diosa oriental», así como un vestido verde de «ángel» completamente transparente con mangas de «alas» hecha jirones y Bartlett añadió un arreglo floral en la línea del bikini y un sujetador esmaltado con flores de Gaultier. Por su parte, Westwood confeccionó un top de cuero dorado con falda empenachada y un corsé rosa que Madonna porta durante una escena en la que se proyectan llamas de efectos especiales en la parte inferior de su cuerpo. Patricia Field aportó un top rojo de satén de algodón con cordones y Michael Schmidt creó un vestido de malla metálica plateada.
El peinado de Madonna, a cargo de Peter Savic, consistió en un bob rubio fresa con flequillo. Descrito como «un cabello rojo extremadamente corto y sorprendente», el peinado al estilo Peter Pan de color llama que luce en la mayoría de las escenas en realidad es una peluca, en línea con la tendencia de cabello en tecnicolor que se empleaba en los vídeos de rock and roll de aquella época. Madonna aparece con poco maquillaje y únicamente se destaca un resaltador de ojos pálido y perlado, un ligero sombreado en la línea del párpado y labios de un rosa claro que le dan a su rostro la «apariencia de un lienzo en blanco». El trabajo quedó a cargo de la maquilladora neozelandesa Joanne Gair, quien había colaborado con la artista anteriormente para los videoclips de «Express Yourself» (1989) y «Vogue» (1990) y la gira Blond Ambition World Tour y volvería a trabajar tiempo después para «Rain» y «Frozen» (1998).

### Estreno y sinopsis
El vídeo tuvo su estreno el 31 de marzo de 1993 en el canal británico Top of the Pops de la BBC, mientras que en los Estados Unidos, pese a que el sencillo no estuvo disponible comercialmente, también salió al aire en la semana del 7 de mayo de ese año en las cadenas MTV, VH1 y The Box; desde entonces, tuvo una «importante» rotación televisiva en el país. Tiempo después, se incluyó en el DVD de Madonna The Video Collection 93:99 (1999), publicado por Warner Home Video, y en la caja recopilatoria The Ultimate Collection (2000).
Inspirado en la música club y descrito como «caleidoscópico», el vídeo no sigue una narrativa lineal, sino que muestra a Madonna y a un modelo semidesnudo bailando de manera enérgica y a gran velocidad. En varias escenas, la cantante luce distintos atuendos y estilos: aparece con su cabello y piel cubiertos de pintura plateada sobre un fondo de color rojo sangre; ataviada como una «diva» con cintura de avispa; con el vestido dorado de Gaultier y peluca corta roja; y con ropa «al estilo Peter Pan, sacudiendo alegremente sus caderas como una niña que se esfuerza por bailar». En otras tomas, personifica a una diosa oriental con «uñas largas y puntiagudas» y a una «hija de las flores» casi desnuda, con flecos que cuelgan de sus brazos y flores que cubren su entrepierna.

### Recepción

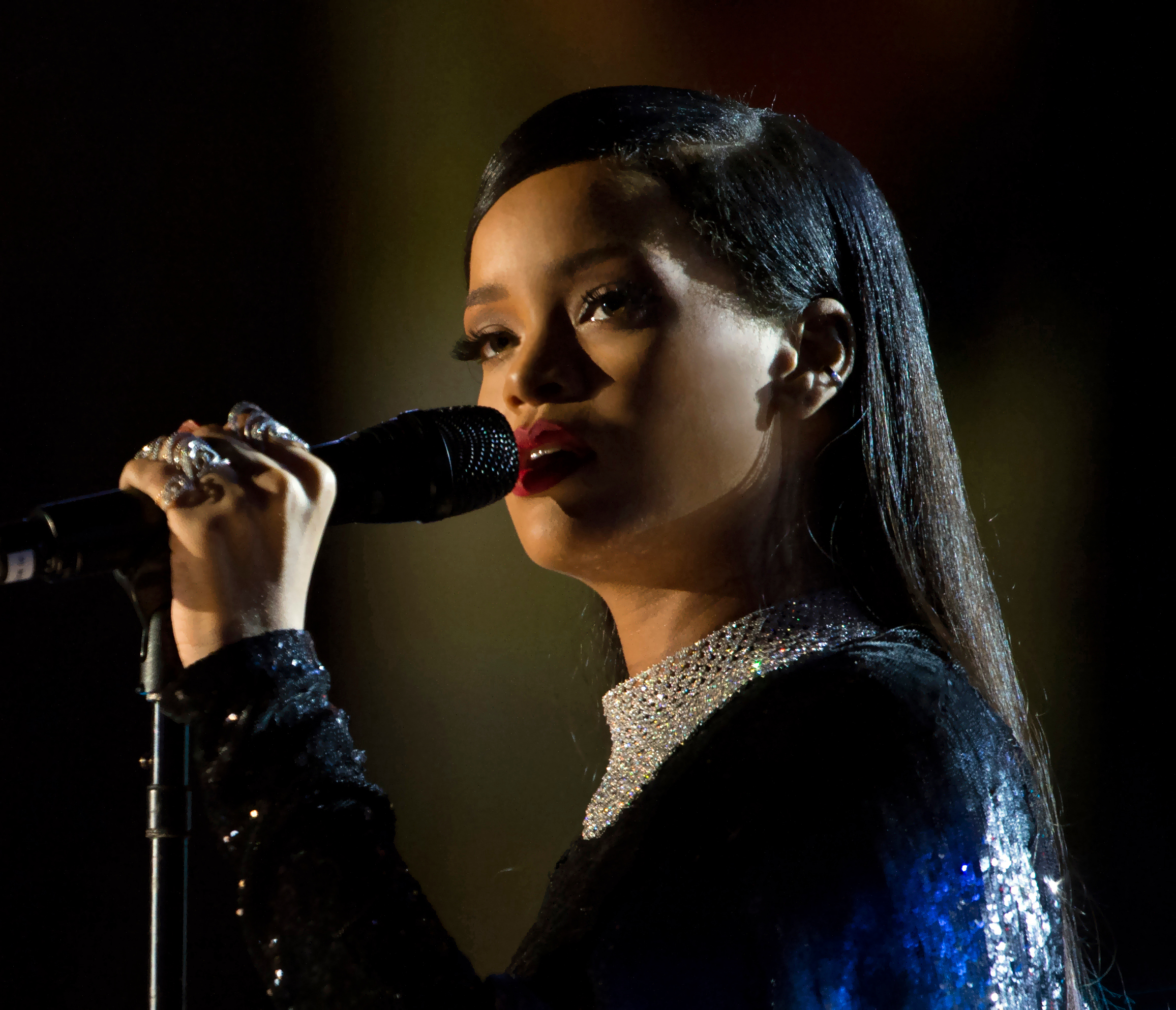
La crítica notó que el videoclip de «Umbrella» (2007), de la cantante barbadense Rihanna (en la imagen), estuvo inspirado en el de «Fever», especialmente durante la escena en la que aquella aparece pintada completamente de plateado

Como reseñas, Chaco Morais de Heraldo de Aragón lo consideró «estupendo» y Lewis Corner, Sam Damshenas y Daniel Megarry, de la revista Gay Times, lo describieron como el «momento más extraño de Madonna». Agustín Peña —de la estación de radio mexicana Ibero 90.9— opinó que formaba parte del «look disco» de Madonna, en tanto que Mark Lindores de Classic Pop Magazine escribió que Sednaoui «le dio el papel de "santa provocativa" inmortalizada con pintura corporal plateada». A Matthew Rettenmund le pareció «atractivo» y «a la moda» y comparó la dirección de Sednaoui con su trabajo anterior con Red Hot Chili Peppers y Neneh Cherry. Añadió que estaba «cargado de la sonrisa irónica de Madonna y de una fotografía ágil, lo que lo hace mucho más digno de volver a ver de lo necesario». En su comentario al DVD The Video Collection 93:99, Gerald Martinez del New Straits Times lo calificó —junto con «Erotica»— como «sensual». Por el contrario, Jeremy Kinser de The Advocate lo llamó uno de los «momentos bajos» del recopilatorio y señaló que Madonna estaba ataviada con una «extraña creación» de Jean-Paul Gaultier que la hacía parecer «embarazada de un ornitorrinco». Ed González de Slant Magazine observó que Sednaoui tiende a repetirse en sus trabajos y denominó a «Fever» un «refrito» del vídeo de «Give It Away» (1991) de Red Hot Chili Peppers, razón por la que creyó que no había sido incluido en el DVD The Work of Stéphane Sednaoui (2005). En un comentario más negativo, Charles Aaron de Spin, lo calificó como un «fracaso».
Según Jean Pierre Molina de Radio Bío-Bío, «Fever» es el único vídeo de una artista en formar parte del Museo de la Moda de París dada su producción «totalmente fuera de serie» para aquella época. El personal de Rolling Stone lo incluyó en el decimonoveno puesto de los videoclips más destacados de Madonna, mientras que Louis Virtel de Logo lo clasificó en el 33.º lugar en una lista similar y lo describió como una «pasión sudorosa y plateada a lo Peggy Lee». En el conteo de «los veinte vídeos con más estilo de Madonna», Julien Sauvalle de la revista Out lo ubicó en la decimoctava posición y comentó que, aunque no sea su canción más memorable, contaba con uno de los visuales «más extraños que la artista haya producido». Además, notó que la «flor de lirio colocada estratégicamente parece muy adelantada a su tiempo después de ver el de "Hide" de FKA Twigs». La crítica notó que el videoclip del sencillo «Umbrella» (2007), interpretado por la cantante barbadense Rihanna, estuvo inspirado en el de «Fever», especialmente durante la escena en la que aparece pintada completamente de plateado; de hecho, Da'Shan Smith de Billboard declaró que había sido un «homenaje» al mismo look que utilizó Madonna.

### Análisis
Igor Paskual, uno de los autores de Bitch She's Madonna: La reina del pop en la cultura contemporánea (2018), analizó las múltiples referencias artísticas en sus videoclips y, en el caso de «Fever», declaró que «el color invade por completo la imagen, pero la sofisticación no pierde peso y la cantante aparece en una sucesión de estampas como si fueran lienzos». Paul Thom de Making Sense: A Theory of Interpretation (2000) notó que la forma en cómo la artista mira a la cámara poco después del comienzo de «Fever» es un ejemplo del «alto grado de ironía» que está presente en sus distintos vídeos y presentaciones y que, a su vez, representa una característica «recurrente» en sus actuaciones. Sobre este último punto, Matthew Rettenmund indicó que el vídeo se basaba en el estilo camp y podía evidenciarse al comienzo, donde su «sutil sonrisa, mientras desfila con atuendos extravagantes y coletas rojas, grita "¿acaso puedes creer esto?"».
En el capítulo «Where is the female body?: Androgyny and other strategies of disappearance in Madonna's music videos» del libro Madonna's Drowned Worlds (2004), la autora Corinna Herr sostuvo que los videoclips de la cantante siempre contienen «diferentes capas de ideas, estructuras y varios discursos» y citó conexiones herméticas y alquímicas en su obra, especialmente en los visuales de «Fever». En este sentido, señaló que algunos de los elementos de la naturaleza como el fuego tienen una «importancia fundamental», ya que, junto con otras implicaciones, como el hecho de que la canción sea una versión, representa un «ingrediente importante» del proceso alquímico, mientras que el oro, que se muestra como parte del cuerpo de la artista, denota el objetivo final. Asimismo, la autora observó que, en su cuerpo dorado, pueden encontrarse analogías con las «mujeres doradas» del pintor austríaco Gustav Klimt, como en Judith I (1901) o Serpientes acuáticas I (1904-1907), dado que «el cuerpo puede verse como una armadura, pero también (como en Klimt) se desvanece en su entorno».
En otro análisis dedicado a la apropiación de Madonna de otras culturas, el doctor Michael Angel Tata opinó que la cantante había hecho referencia a la imaginería panasiática en su trabajo al haberse transformado de manera momentánea en un «ídolo balinés» en el videoclip. De manera similar, el crítico Rahul K. Gairola indicó que, mientras sus primeros vídeos «contrastaban a la cantante blanca con otros grupos étnicos, como negros, hispanos y asiáticos orientales», en otros comenzó gradualmente a «emular» a mujeres de países no occidentales como en «Fever», en el que, en palabras del autor, dio vida a una «deidad tailandesa». En The Resistance: Ten Years of Pop Culture That Shook the World (1995), Armond White expresó que cada uno de los vídeos de Erotica simbolizaba una versión revisada de «modos culturales sexuales anteriores» y, en el caso de «Fever», era una actualización de la «clásica confesión de lujuria» de Lee. Al vídeo se le atribuye un estilo posmodernista y hedonista que, según la profesora Kelly M. Askew —una de las editoras de Media and Identity in Africa (2009)—, se pone de manifiesto en «la ausencia, e incluso la estricta evitación, de cualquier sentido de narrativa lineal más allá de una vaga evocación de la fantasía erótica». En su análisis, profundizó:

Esto se subraya en la construcción del vídeo mediante el despliegue de una sucesión rápida de distancias focales, referencias culturales incompletas y confusas, tropos visuales inconexos y sin relación entre sí y las frecuentes y repentinas yuxtaposiciones de un modelo negro escasamente vestido y Madonna (con atuendos alternantes pseudotailandeses y de seductora sirena). Este vídeo ejemplifica perfectamente la ruptura de la coherencia temporal, espacial, estilística, moral y cultural de la que tanto se discute en la literatura.

## Presentaciones en vivo

### Eventos televisivos

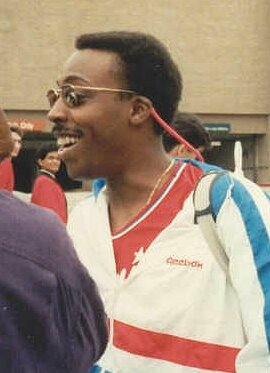
Madonna interpretó una versión «muy tradicional» de «Fever» en el milésimo episodio del programa de entrevistas del comediante y presentador Arsenio Hall (fotografía) en mayo de 1993

En el transcurso de un mismo año, Madonna interpretó «Fever» en vivo en tres ocasiones y, en cada una de ellas, en versiones «radicalmente diferentes». Presentó la canción por primera vez en el undécimo episodio de la decimoctava temporada del programa de medianoche Saturday Night Live, transmitido en los Estados Unidos el 16 de enero de 1993. Marcó la cuarta vez que aparecía en el programa y la primera como invitada musical; lució un top negro de tirantes y pantalones acampanados y había dejado crecer su cabello rubio para su papel en la película Dangerous Game, que estaba a punto de rodar junto con el presentador de esa semana, el actor Harvey Keitel. Con arreglos nuevos a cargo de Pettibone y Shimkin especialmente para la ocasión, consistió en una actuación «simple» y sin tanta producción, en la cual adoptó el lenguaje corporal «apropiado» de Peggy Lee, es decir, «el brazo extendido y el chasquido de dedos». Joe Reid de la revista Decider opinó que fue una versión «enérgicamente buena», y Liam Lacey del Toledo Blade, por el contrario, afirmó que Madonna había «masacrado» la canción e incluso la cantante canadiense Anne Murray, que había grabado «Fever» para su álbum Croonin' (1993), mencionó: «Tuve que apagar la televisión. Ese programa puede haber arruinado más carreras... Cuando alguien actúa en vivo y no sabe cantar, es un problema». La actuación figuró en el cuarto volumen del DVD Saturday Night Live: 25 Years of Music, publicado en agosto de 2003.
En mayo de ese año, se presentó en el milésimo episodio del programa de entrevistas del comediante y presentador Arsenio Hall, celebrado en el anfiteatro Hollywood Bowl de Los Ángeles, e interpretó una versión «muy tradicional» del tema —distinta de la producción dance del álbum— acompañada de una gran banda de swing. En esta ocasión, portó un look de mujer fatal «de lo más severo»; Chris Willman de Los Angeles Times comentó que «apareció con un vestido negro hasta los tobillos, tomando prestados los rizos rubios de Barbara Stanwyck en Double Indemnity, pero robando el maquillaje aterrador de Bette Davis». A lo largo de la actuación, fumaba un cigarrillo a la vez que cantaba y, en un momento, se equivocó en la letra e improvisó una disculpa, al decir: «No suelo meter la pata, pero todo el mundo comete errores, cariño». Hacia el final, tiraba el cigarrillo y lo apagaba con sus zapatos de plataforma mientras se pasaba la lengua por los labios, en un estilo a «Peggy Lee como dominatrix». Posterior a la actuación, cambió de vestuario e interpretó «The Lady Is a Tramp» a dúo con Anthony Kiedis de la banda Red Hot Chili Peppers, vestidos con faldas a juego, medias, chalecos de cuero y gorras. Adam Sandler de Variety comentó que la interpretación, a la que describió como «realmente curiosa», tenía un toque «estrictamente de película de serie B» y la calificó como la mejor de la noche. Además, agregó que el estilo de Madonna le daba «un aire» a las actrices Marlene Dietrich y Bette Davis. Willman mencionó que «ningún otro artista tenía la capacidad de Madonna para cautivar al público» y que su «habitual explosión de irreverencia supuso una inyección de energía». Rettenmund sintió que su aparición había sido «agridulce» y, a pesar de que mantuvo el equilibrio, «tropezó vocalmente y cantó fuera de lugar». En agosto de 2013, el personal de HuffPost la incluyó entre las presentaciones en vivo «más legendarias» de Madonna.

### The Girlie Show World Tour

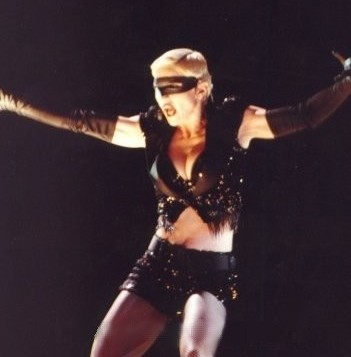
En la gira The Girlie Show World Tour de 1993, «Fever» formó parte del primer segmento del espectáculo, donde Madonna lució un traje negro de dominatrix compuesto de pantalones cortos negros de lentejuelas, un sostén, una chaqueta de punto y un antifaz, tal como se aprecia en la imagen

La tercera vez que Madonna cantó «Fever» en 1993 sucedió en su cuarta gira The Girlie Show World Tour, realizada entre los meses de septiembre a diciembre, donde presentó una versión remezclada del tema en un número descrito como «lujuria moderna». Era la tercera canción del repertorio, después de «Erotica» y antes de «Vogue», y formó parte del primer segmento del espectáculo. El vestuario consistió en un traje negro de dominatrix, esto es, unos «diminutos» pantalones cortos negros de lentejuelas, un sostén, una chaqueta de punto y un antifaz del mismo color, así como un látigo. Finalizado el número de «Erotica», Madonna —con aspecto «vulnerable»— caminaba por la pasarela del escenario mientras se quitaba el antifaz y el top corto «con los movimientos de un robot», a lo que daba inicio a una interpretación «sensual» de «Fever». Dos bailarines vestidos únicamente con camisetas negras, calzoncillos y botas como las de Madonna emergían por debajo del escenario en la esquina de la pasarela que sobresalía entre el público, mientras la banda de ocho músicos aparecía de entre bastidores en enormes plataformas móviles. En un momento de la actuación, retiraba las camisetas de los bailarines para «exhibir sus enormes músculos» y bailaba a horcajadas sobre ellos, así como realizaba poses «sexualmente sugerentes». En otra oportunidad, se rozaban entre sí y con la cantante, a la vez que ella contoneaba sus pechos y caderas y los manoseaba. Hacia el final, los tres se dirigían a la parte circular del escenario central y descendían rodeados de un «estallido de llamas» reales, lo que varios críticos percibieron como una alusión del «descenso al infierno».
En general, el número generó comentarios entre la crítica por su naturaleza sexual; en este sentido, según Thom Duffy de Rolling Stone, la presentación había sido una «jugada» por parte de Madonna «para asegurarse un gran revuelo en los tabloides a la mañana siguiente». Tom Shales del Lakeland Ledger subrayó la manera en la que la artista toqueteaba a sus bailarines y concluyó que, «cuando [ella] te manosea, tú te quedas manoseado». Sobre este último punto, Rettenmund declaró que hubo «abundante acoso sexual de sus dos principales bailarines». En una reseña al primer espectáculo ofrecido en Buenos Aires, el diario La Nación opinó que las interpretaciones del primer segmento como «Fever» «fueron acompañadas por coreografías porno soft a cargo de la diva y sus bailarines». Un editor de La Opinión la caracterizó como una versión «estilizada y voluptuosa», y otro redactor del mismo diario, en un comentario al concierto de México, afirmó que Madonna «se mostró como una buena cantante». Francesco Falconi la llamó «muy cautivadora» y señaló que el desenlace de la presentación, en el que descienden del escenario rodeados de llamas, representaba «la purificación de los pecados». Lucy O'Brien lo describió como un «encantador baile entre dos hombres mostrando sus abdominales» y uno de los momentos de «alto camp» del concierto. Por último, Hélio Muniz de Jornal do Brasil lo calificó, junto con «Holiday» (1983), como uno de los momentos «más bailables» de la gira que consiguió «sacudir al público», y Patricia Paladino —del mismo diario— afirmó que el «clímax del espectáculo» se producía en «Fever»: «Al final de la canción, Madonna desaparece del escenario con la ayuda de una plataforma elevadora en medio de un incendio. El infierno esta ahí, en medio de los efectos especiales».
Un análisis académico provino de Paul Thom en Making Sense: A Theory of Interpretation (2000), quien apuntó que la «reconstitución» de la canción por parte de la intérprete ocurría en dos niveles, uno estético y otro político. En cuanto al primero, señaló cómo la canción fue «concebida y representada como un número musical» mientras que la música había quedado «relegada a una posición secundaria y de menor importancia» en favor de las características estéticas de la producción teatral, «enmarcada por una puesta en escena y una coreografía sencillas y efectivas que capta[ban] la atención del espectador a través de una clara línea narrativa y una simulación estilizada de la actividad sexual». No obstante, aseguró que la música estaba «lejos de ser irrelevante en la construcción de su actuación total», ya que era la base sobre la cual se construía y tanto la coreografía como el trabajo de cámara «la presuponen y están estructurados por ella». Con respecto al segundo nivel, el autor apuntó que la «compleja» dimensión política de la actuación era más importante aún, dado que «una parte viene dada por la imagen de Madonna como "ídolo adolescente iconoclasta" que desafía los límites de lo sexualmente permisible». Otro elemento políticos que subrayó de la presentación, así como de las actuaciones en general de Madonna, fue el aspecto de su imagen que, en palabras del académico Douglas Kellner, «pone de relieve la construcción social de la identidad, la moda y la sexualidad». La actuación se transmitió en vivo a través de la cadena HBO en noviembre de 1993 durante el especial Madonna Live Down Under: The Girlie Show, realizado en el concierto de Sídney (Australia); en abril del año siguiente, figuró en el videoálbum de dicho espectáculo, The Girlie Show: Live Down Under.

### Otros conciertos
Aunque no formó parte del repertorio oficial, Madonna interpretó una versión a capela de «Fever» el 8 de octubre de 2015 y el 13 de marzo de 2016 durante los conciertos realizados en los recintos Xcel Energy Center de Saint Paul (Estados Unidos) y Rod Laver Arena de Melbourne (Australia), respectivamente, como parte del Rebel Heart Tour. Para The Celebration Tour (2023-2024), cantó un fragmento de la canción luego de «Justify My Love» (1990), en lo que Joe Lynch de Billboard consideró una de las sorpresas del espectáculo.

## Uso en los medios de comunicación
El videoclip de «Fever» apareció en «Beavis and Butt-Head Meet God», el decimoctavo episodio de la tercera temporada de la serie animada estadounidense Beavis and Butt-Head, transmitido el 28 de octubre de 1993 en MTV. La canción también salió en la comedia filipina Gagay: Prinsesa ng Brownout (1993) y en la película de suspenso Red Corner (1997). La Starsound Orchestra grabó una versión instrumental de la interpretación de Madonna para el álbum homenaje Plays the Hits Made Famous by Madonna, publicado en febrero de 2001 por la discográfica Capriccio Records.
Siete años más tarde, en marzo de 2008, la agrupación The Pop Allstars también interpretó el tema en el disco Madonna: The Immaculate Tribute, puesto a la venta a través del sello Cannon House, y en noviembre de ese mismo año, la canción se utilizó en anuncios promocionales para la quinta temporada de la serie de televisión estadounidense Desperate Housewives. La actriz canadiense Tatiana Maslany, protagonista de la miniserie de Disney+ She-Hulk: Attorney at Law, reveló en una entrevista con el pódcast Scott Hasn’t Seen que su personaje cantaría la versión de Madonna de «Fever» en uno de los episodios.

## Lista de canciones y formatos
| 7" / Casete |                            |          |  |
| N.º         | Título                     | Duración |  |
| 1.          | «Fever» (Edit)             | 4:27     |  |
| 2.          | «Fever» (Radio Edit Remix) | 5:11     |  |

| Maxi CD |                                    |          |  |
| N.º     | Título                             | Duración |  |
| 1.      | «Fever» (Album Edit)               | 4:27     |  |
| 2.      | «Fever» (Hot Sweat 12")            | 7:57     |  |
| 3.      | «Fever» (Extended 12")             | 6:05     |  |
| 4.      | «Fever» (Shep's Remedy Dub)        | 4:29     |  |
| 5.      | «Fever» (Murk Boys Miami Mix)      | 7:07     |  |
| 6.      | «Fever» (Murk Boys Deep South Mix) | 6:28     |  |

| 12" |                                    |          |  |
| N.º | Título                             | Duración |  |
| 1.  | «Fever» (Hot Sweat 12")            | 7:57     |  |
| 2.  | «Fever» (Extended 12" Mix)         | 6:05     |  |
| 3.  | «Fever» (Shep's Remedy Dub)        | 4:29     |  |
| 4.  | «Fever» (Murk Boys Miami Mix)      | 7:07     |  |
| 5.  | «Fever» (Murk Boys Deep South Mix) | 6:28     |  |
| 6.  | «Fever» (Oscar G's Dope Dub)       | 4:55     |  |

| 12" promocional |                                    |          |  |
| N.º             | Título                             | Duración |  |
| 1.              | «Fever» (Murk Boys Miami Mix)      | 7:10     |  |
| 2.              | «Fever» (Oscar G's Dope Dub)       | 4:55     |  |
| 3.              | «Fever» (Murk Boys Deep South Mix) | 6:28     |  |
| 4.              | «Fever» (Back To The Dub 2)        | 4:52     |  |
| 5.              | «Fever» (12" Instrumental)         | 4:56     |  |
| 6.              | «Fever» (Extended 12")             | 6:05     |  |
| 7.              | «Fever» (T's Extended Dub A)       | 2:56     |  |
| 8.              | «Fever» (T's Extended Dub B)       | 5:03     |  |
| 9.              | «Fever» (Hot Sweat 12")            | 7:55     |  |
| 10.             | «Fever» (Shep's Remedy Dub)        | 4:29     |  |
| 11.             | «Fever» (Peggy's Nightclub Mix)    | 4:55     |  |
| 12.             | «Fever» (Bugged Out Bonzai Dub)    | 4:48     |  |

| Digital (2022) |                                    |          |  |
| N.º            | Título                             | Duración |  |
| 1.             | «Bad Girl» (Edit)                  | 4:35     |  |
| 2.             | «Bad Girl» (Extended Mix)          | 6:29     |  |
| 3.             | «Fever» (Album Edit)               | 4:30     |  |
| 4.             | «Fever» (Edit One)                 | 4:05     |  |
| 5.             | «Fever» (Extended Mix 12")         | 6:07     |  |
| 6.             | «Fever» (Hot Sweat 12" Mix)        | 7:58     |  |
| 7.             | «Fever» (Murk Boys Deep South Mix) | 6:28     |  |
| 8.             | «Fever» (Murk Boys Miami Mix)      | 7:10     |  |
| 9.             | «Fever» (Murk Boys Miami Dub)      | 7:12     |  |
| 10.            | «Fever» (Radio Edit/Remix)         | 5:09     |  |
| 11.            | «Fever» (Shep's Remedy Dub)        | 4:31     |  |
| 12.            | «Fever» (Oscar G's Dope Mix)       | 4:55     |  |

## Posicionamiento en listas
| País/Continente   | Lista (1993)                  | Posición más alta |
| ----------------- | ----------------------------- | ----------------- |
| Australia         | Australian Singles Chart      | 51                |
| Bélgica (Flandes) | Ultratop 50 Singles           | 38                |
| Estados Unidos    | Billboard Dance Club Songs    | 1                 |
| Estados Unidos    | Billboard Dance Singles Sales | 1                 |
| Estados Unidos    | Cash Box Top 30 Dance Singles | 1                 |
| Europa            | Eurochart Hot 100 Singles     | 26                |
| Europa            | European Hit Radio            | 40                |
| Finlandia         | Suomen virallinen lista       | 1                 |
| Francia           | SNEP                          | 31                |
| Irlanda           | IRMA                          | 6                 |
| Islandia          | Íslenski Listinn Topp 40      | 23                |
| Italia            | Musica e dischi               | 12                |
| Nueva Zelanda     | RMNZ                          | 17                |
| Países Bajos      | Dutch Top 40 Tipparade        | 22                |
| Países Bajos      | Ducth Single Tip              | 25                |
| Reino Unido       | UK Airplay Chart              | 2                 |
| Reino Unido       | UK Dance Chart                | 14                |
| Reino Unido       | UK Singles Chart              | 6                 |
| Reino Unido       | MRIB                          | 5                 |

| País           | Lista (1993)        | Posición más alta |
| -------------- | ------------------- | ----------------- |
| Estados Unidos | Dance Club Songs    | 44                |
| Estados Unidos | Dance Singles Sales | 46                |

## Créditos y personal

### Dirección
- Grabación en Sound Works (Nueva York)
- Masterización en Sterling Sound (Nueva York)

### Personal
- Madonna: voz, producción
- Shep Pettibone: teclado, producción, secuenciación, programación, remezcla
- Anthony Shimkin: teclados, secuenciación, programación
- Eddie Cooley: composición
- John Davenport: composición
- Joe Moskowitz: teclado adicional
- Ralph Falcon: remezcla, producción adicional
- Oscar Gaetan: remezcla, producción adicional
- Robin Hancock: ingeniería de audio
- Mark Goodman: asistente de ingeniería
- George Karras: mezcla
- Ted Jensen: masterización
- Siung Fat Tjia: fotografía

Créditos adaptados de las notas del álbum Erotica y del vinilo de 12" de «Fever».